# Paradojas (álbum)
Paradojas es el séptimo álbum de estudio de la banda de rock argentino Las Pastillas del Abuelo.
“Paradojas” es el cierre de una trilogía que comenzó con “Crisis”, luego continuó con “Desafíos” y que ahora culmina con doce canciones contenidas en este nuevo trabajo discográfico, el cual se forjó durante un intenso trabajo de preproducción.
En “Paradojas”, las canciones “dialogan” con la historia de la banda y describen este gran momento en el que se encuentran Las Pastillas del Abuelo, luego de más de 10 años de trayectoria y siete discos editados.
La grabación de “Paradojas” estuvo influenciada por la armonía lograda durante casi diez días de convivencia en la entre la naturaleza y la tranquilidad de General Rodríguez, provincia de Buenos Aires, donde la banda pudo brindarle una dedicación exclusiva a la grabación y lograr así una sinergia de trabajo que luego fue plasmada en las canciones.
Paradojas presenta doce canciones nuevas, en un momento de madurez de Las Pastillas, que con poco más de diez años de banda ya editó siete discos de estudio. 
“Salvo algunas letras de Bochi (Diego Bozzala) que compuso en la época de Exilio, las demás tienen una línea específica y un objetivo específico. No puedo evitar entrar en esa atmósfera cuando las canto, como con “Creatividad”, que empiezan a aparecer ideas y gestualidades acorde a la canción. O cuando canto “El artesano” y empiezo a actuar. Me dejo llevar por las letras” Piti Fernández.
“Paradojas”, contó con la producción artística del reconocido productor musical Alejandro Vázquez y fue grabado en los estudios “El Attic” de Gral. Rodríguez, Estudios Van Vilet y “El pie” de la ciudad de Buenos Aires. El disco cuenta cuenta con invitados como Sebastián “Enano” Teysera y Sebastián “Cebolla” Cebreiro de La Vela Puerca entre otros.

## Lista de canciones
| N.º | Título                 | Letras                | Música                                                                                                   | Duración |  |
| 1.  | «Absolutismos»         | Juan Germán Fernández | Fernández                                                                                                | 3:51     |  |
| 2.  | «Rompecabezas de amor» | Fernández             | Fernández                                                                                                | 5:10     |  |
| 3.  | «Inercia»              | Diego Bozzalla        | Bozzalla, Joel Barbeito, Juan Comas, Fernando Vecchio, Alejandro Mondelo, Hernando Andrés Cáliz Mantilla | 3:19     |  |
| 4.  | «Ansiedad»             | Bozzalla              | Bozzalla, Comas, Barbeito, Vecchio, Mondelo, Cáliz Mantilla                                              | 3:30     |  |
| 5.  | «La creatividad»       | Fernández             | Fernández                                                                                                | 5:04     |  |
| 6.  | «Lo que tenga que ser» | Bozzalla              | Bozzalla, Comas, Barbeito, Vecchio, Mondelo, Cáliz Mantilla                                              | 3:37     |  |
| 7.  | «Ella dice»            | Bozzalla              | Bozzalla, Comas, Barbeito, Vecchio, Mondelo, Cáliz Mantilla                                              | 3:36     |  |
| 8.  | «Permiso y prometo»    | Fernández             | Fernández                                                                                                | 4:09     |  |
| 9.  | «Milagroso eslabón»    | Fernández             | Fernández                                                                                                | 5:00     |  |
| 10. | «Gigantes»             | Mondelo               | Mondelo, Comas, Barbeito, Vecchio, Santiago Bogisich, Bozzalla, Fernández                                | 4:15     |  |
| 11. | «Artesano»             | Fernández             | Fernández                                                                                                | 3:23     |  |
| 12. | «Saber hacer»          | Fernández             | Fernández                                                                                                | 3:52     |  |

## Posicionamiento en listas
| Listas (2015)     | Mejor posición |
| ----------------- | -------------- |
| Argentina (CAPIF) | 1              |